# Сварочный трансформатор
Сварочный трансформатор — трансформатор, предназначенный для различных видов сварки.  

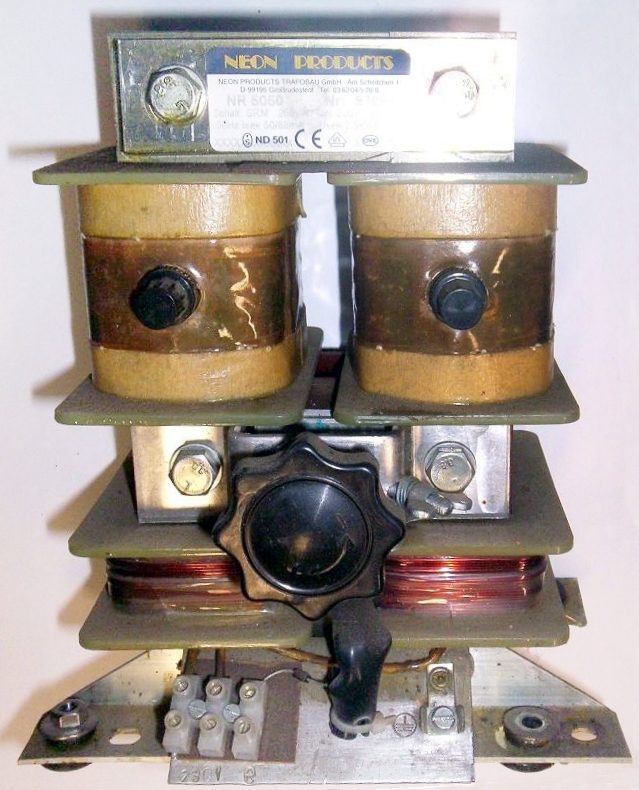
Сварочный трансформатор с регулированием напряжения при помощи изменения величины зазора между катушками

Сварочный трансформатор преобразует напряжение сети (220 или 380 В) в низкое напряжение, а ток из низкого в высокий, до тысяч ампер.
Сварочный ток регулируется изменением величины либо индуктивного сопротивления, либо вторичного напряжения трансформатора, что осуществляется посредством секционирования числа витков первичной или вторичной обмотки. Это обеспечивает ступенчатое регулирование тока.
Сварочные трансформаторы классифицируются следующим образом:
- По количеству обслуживаемых рабочих мест
- По фазности напряжения в сети: однофазные, трехфазные.
- По конструкции: с регулировкой вторичного напряжения магнитным рассеянием, регулировкой переключением количества витков, с регулируемым выходным напряжением посредством дросселя насыщения.

## Характеристики
К характеристикам сварочных трансформаторов относятся:
- Коэффициент мощности;
- Напряжение сети;
- Вторичное напряжение;
- Мощность;
- Пределы регулирования тока.

Для надежного зажигания дуги вторичное напряжение сварочных трансформаторов должно быть не менее 60-65 В; напряжение дуги при ручной сварке обычно не превышает 20-30 В.
Для сварки переменным током широко применяют однофазные трансформаторы, которые понижают напряжение с 220 В до величины не более 70 В. В промышленности чаще всего используют трехфазные сварочные трансформаторы, где напряжение с 380 В понижается  до величины не более 70 В. Бывают и двухфазные (с объединенными в две фазы по 220 в) сварочные трансформаторы, которые понижают напряжение с 380 в до 70 В. Они отличаются между собой только величиной коэффициента преобразования напряжения и тока, вследствие разницы во входных напряжениях и, соответственно, в построении первичной обмотки; в трехфазных есть три первичные обмотки, а в однофазных и двухфазных есть только одна первичная обмотка, только с той разницей, что витков на этой обмотке в двухфазных больше, соответственно с напряжением, в первых 220 В, а во вторых 380 В.
Вольт-амперная характеристика вторичной цепи трансформаторов, должна обеспечивать ведение устойчивого сварочного процесса, учитывает статическую характеристику сварочной дуги.
Наличие индуктивного сопротивления необходимой расчетной величины обеспечивает в трансформаторах стабилизацию дуги и ее восстановление при частой смене полярности переменного тока.